# RSA 安全
RSA 安全（RSA Security LLC），前身是RSA Security，Inc.，是一家美国计算机和网络安全公司，主要从事加密和加密标准的研究。RSA以其联合创始人罗纳德·李维斯特（Ron Rivest）、阿迪·萨莫尔（Adi Shamir）和伦纳德·阿德曼（Leonard Adleman）的首字母命名，RSA公钥加密算法也以他们的名字命名。該公司产品包括RSA BSAFE密码学库和RSA SecurID认证令牌。RSA因涉嫌在其产品中加入NSA开发的后门而產生爭議 。該公司还组织了一年一度的RSA会议，这是一个信息安全会议。
RSA 安全公司成立于1982年，當時是一家独立的公司，2006年被Dell EMC公司以21亿美元的价格收购，并作为EMC内部的一个部门运营。2016年EMC被戴尔技术公司收购后，RSA成为戴尔技术公司旗下品牌的一部分。2020年9月1日，交响科技集团從戴尔科技公司手中收購了RSA。RSA又再次成为一家独立公司。
RSA总部设在美國马萨诸塞州的貝德福德，区域总部设在英国的布拉克內爾以及新加坡，并设有许多国际办事处。        